# DHL Home Delivery
Die DHL Home Delivery GmbH (DHL HD) ist ein deutsches Unternehmen für B2C-Kontraktlogistik. Mit der Deutschen Post AG besteht ein Beherrschungs- und Ergebnisabführungsvertrag. Als Tochterunternehmen übernimmt sie weitestgehend die Aufgaben von DHL im Bereich Fulfillment in Deutschland und Europa und bis Ende 2019 die Aufgaben im Bereich 2-Mann-Handling in Deutschland. Sie betreibt in Deutschland eigene Logistikzentren in Staufenberg (Niedersachsen), Kirchheim, Langenfeld (Rheinland), Braunschweig, und Greven. Durch die DHL HD hat die DHL Supply Chain ihre vorwiegende B2B-Lagerlogistik um den Bereich B2C und eCommerce erweitert.

## Geschichte
Die 1997 als Deutsche Post Kontraktlogistik GmbH (DPK) gegründete Tochterfirma der Deutsche Post DHL Group sollte den Kontraktlogistik-Markt in Deutschland bedienen. Im Jahre 2000 entschied sich der Konzern dazu, die beiden Unternehmen Deutsche Post Kontraktlogistik GmbH und International Post Services (IPS) zu fusionieren. Daraus entstand die neue Deutsche Post Fulfillment GmbH (DPF) mit dem Fokus des nationalen und internationalen B2C-Geschäftes beider ehemaligen Unternehmen. Die B2B-Aufgaben wurden im gleichen Zuge an die ehemalige Post-Tochter Danzas übergeben.
Nachdem man die Kontraktlogistik im Jahre 2006 organisatorisch vom Brief-Bereich des Konzerns in die Supply-Chain-Sparte zuordnete, firmierte sie zunächst als DHL Fulfillment GmbH (DHLF). Zudem gründete die Deutsche Post AG mit ihrer Tochter DHL Fulfillment GmbH im Jahre 2004 zusammen mit der NT plus AG ein Joint-Venture im Fullfilment-Sektor. Daraus entstand die Fulfillment Plus GmbH, woran die Post zu diesem Zeitpunkt eine 51-prozentige Beteiligung hielt. 2010 gab der Konzern die Beteiligung am Unternehmen auf, bündelte alle darin enthaltenden Fullfillment-Dienstleistungen wieder in der DHLF und firmierte 2011 diese in DHL Home Delivery GmbH (DHL HD) um, um auch den im Unternehmen neu angesiedelten zweiten Bereich des Konzerns, das 2-Mann-Handling Rechnung zu tragen. Hierzu verschmolz im Jahre 2016 zusätzlich die damalige DHL Solutions Großgut GmbH in die DHL HD, um die Ressourcen in einem Unternehmen zu bündeln. Die DHL HD ist seitdem für die Zustellung von Speditionswaren zuständig. Heute gehört sie organisatorisch zum Geschäftsbereich Paket Deutschland. Reine Paketzustellungen führt sie jedoch nicht aus. Im Dezember 2019 entschied man sich, den Fulfillment-Bereich organisatorisch wieder der Supply-Chain-Sparte zuzuordnen. Das bis Ende 2019 durch die DHL HD übernommene 2-Mann-Handling verbleibt jedoch weiterhin im Segment von DHL Paket. Damit dies möglich ist, wurde die DHL 2-Mann-Handling GmbH gegründet und die Niederlassungen und Mitarbeiter der DHL HD im Bereich 2MH in die neue Gesellschaft überführt.

## Aufgaben
Die DHL Home Delivery GmbH bietet unter den Geschäftsbereich DHL Fulfillment Dienstleistungen für Geschäftskunden an. Sie tritt als Full-Service-Provider im B2C-Segment auf und kümmert sich im Auftrag des jeweiligen Großkunden um Lagerung, Versand und Retourenmanagement. Dabei überwiegt gerade am Standort Staufenberg die unmittelbare Nähe zum DHL-Netzwerk, wie dem benachbarten Paketzentrum von DHL Paket, dem Expresszentrum von DHL Express oder dem Briefzentrum in Kassel. Dies ermöglicht eine späte Cut-Off Zeit – heute bestellt, morgen geliefert und das bundesweit (bei Auftragsübermittlung bis 18 Uhr). Am Standort Langenfeld wird zudem Same-Day-Belieferung im Rhein-Ruhr-Gebiet angeboten.
Im Bereich DHL 2-Mann-Handling bot sie Möbelhändlern zuverlässige Logistiklösungen für große und sperrige Waren an. Dabei gehörte die Lagerung von Möbel, weißer Ware, Consumer Electronics oder Freizeit- und Gartenartikel genauso zum Produktportfolio, wie die Versendung der Großgeräte an Kunden in Deutschland, Österreich, Luxemburg und der Schweiz. Als Option kann zusätzlich die Montage direkt durch DHL-Mitarbeiter beauftragt werden. Damit fungierte sie als Spezialzusteller im DHL-Netz und hebt sich durch die klassische Paketzustellung ab. Diese Aufgaben übernimmt nun vollumfänglich die DHL 2-Mann-Handling GmbH.

## Kritik
Unter dem Dach der Delivery Home GmbH wurden im Januar 2015 insgesamt 49 DHL Delivery Regionalgesellschaften gegründet. Die Delivery übernimmt im Wesentlichen die gleichen Aufgaben wie DHL, ihre Mitarbeiter sind aber nicht an den Haustarifvertrag der Deutschen Post AG und DHL gebunden. Die Bezahlung erfolgt nach den schlechteren Regionaltarifen der Speditions- und Logistikbranche. Die Gewerkschaften vermuten, dass das Post-Management auf Dauer das Lohnniveau senken und die Arbeitsbedingungen verschlechtern will. Dies sei eine weitere Aushöhlung der Tarifverträge der Deutschen Post AG. Unter dem Dach einer Postniederlassung arbeiten dann Kollegen mit unterschiedlichen Stundenlöhnen, Wochenarbeitszeiten und Pausenzeiten zusammen.